# Single Integrated Operational Plan

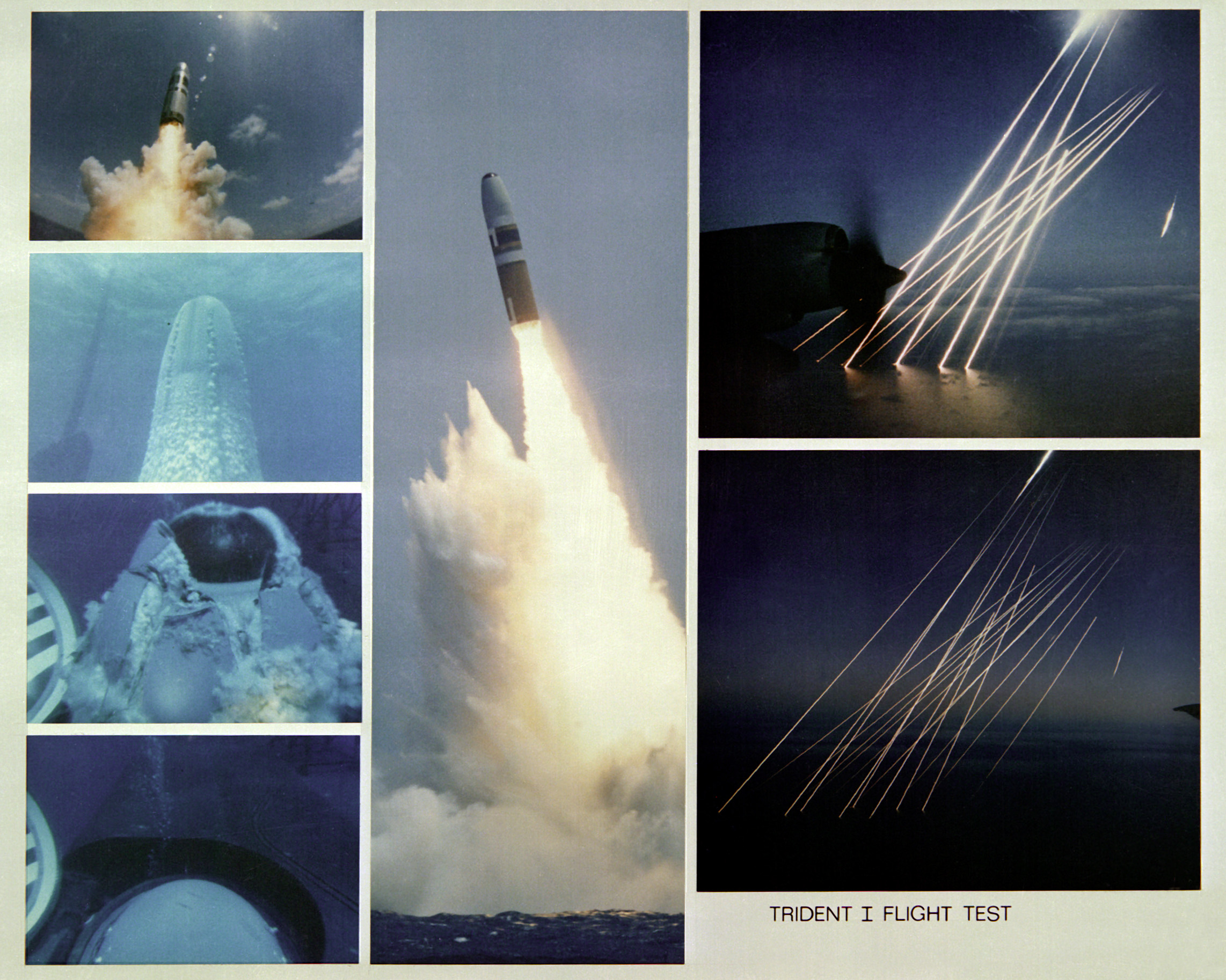
Montage montrant le tir d'un SLBM Trident depuis son lancement par un sous-marin nucléaire lanceur d'engins jusqu'à la rentrée des multiples têtes.

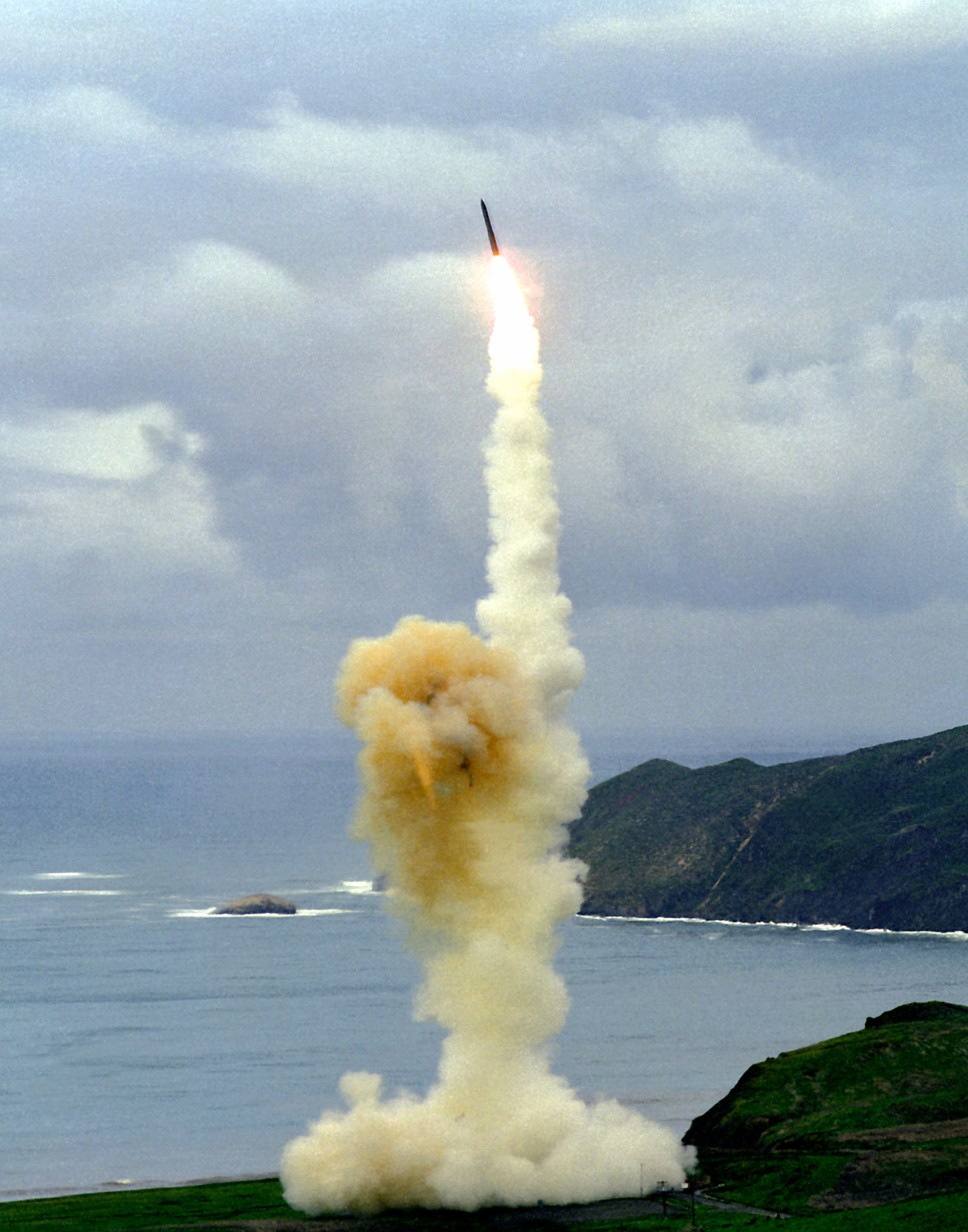
Lancement d'un ICBM Minuteman III

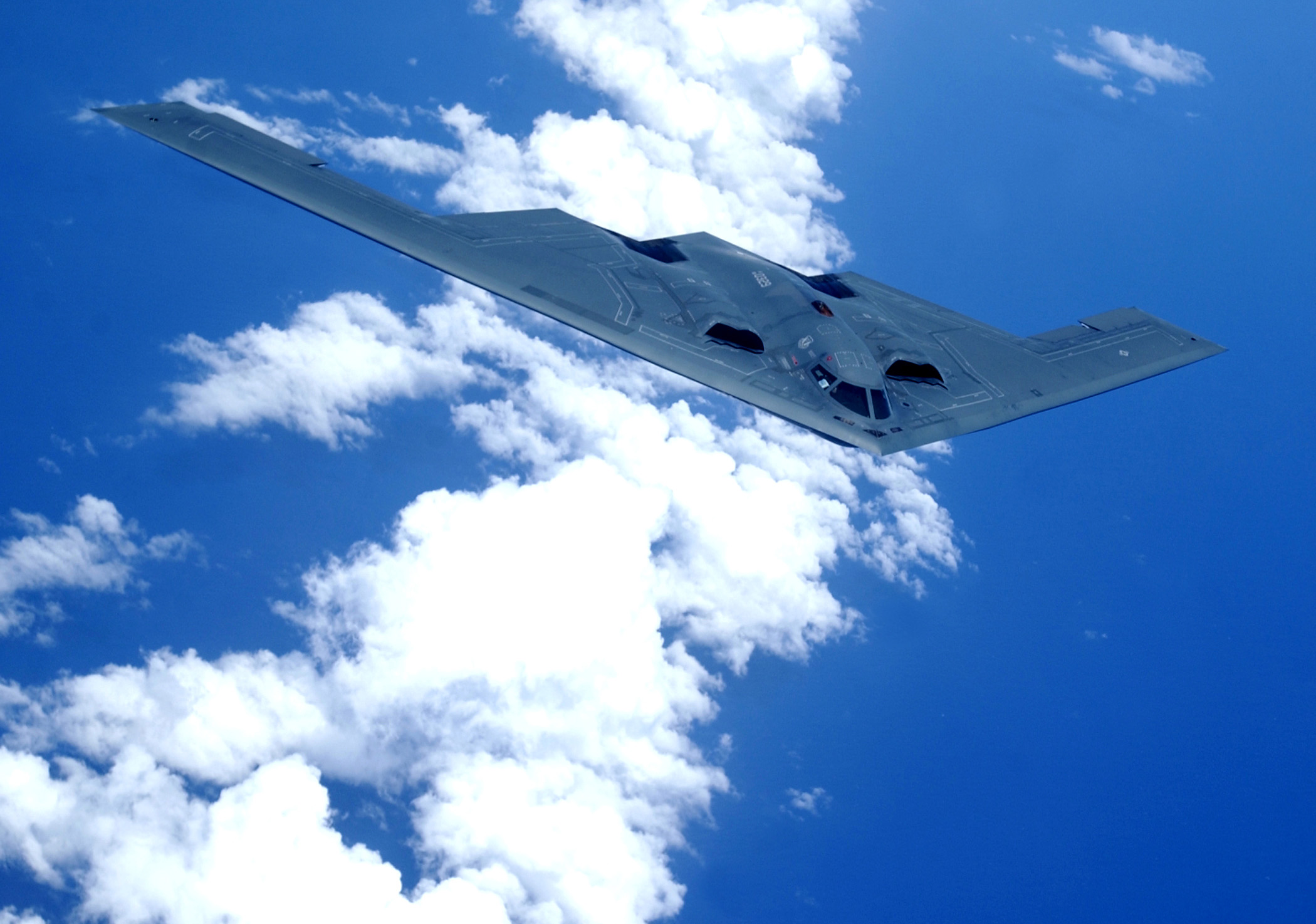
Le bombardier furtif Northrop B-2 Spirit

Le Single Integrated Operational Plan (SIOP) est une planification stratégique qui spécifie la façon dont les armes nucléaires des États-Unis devraient être utilisées en cas de guerre nucléaire. Au niveau de l'OTAN, un accord sur l'utilisation des armes nucléaires prévoit la participation du Royaume-Uni au SIOP. Le plan prend en compte les capacités nucléaires de la triade : les bombardiers stratégiques, les missiles balistiques intercontinentaux (ICBM) et les missiles balistiques lancés par sous-marin (SLBM). Le SIOP, document hautement confidentiel, est l'un des plus secrets et sensibles de la politique de la sécurité nationale américaine.
Les SIOP sont nommés en fonction de l'année fiscale pendant laquelle ils prennent effet. Ainsi le premier plan officiellement appliqué s'est appelé SIOP-92 car promulgué en juin 1992, avant cela les plans étaient identifiés par deux caractères alphanumériques. Un nouveau SIOP est approuvé tous les ans, même en l'absence de modification.
Le SIOP a été remplacé par un ou plusieurs CONPLANs (Contingency Plans, en français : « Plans d'urgence ») ou OPLAN, cependant ce terme reste largement utilisé lors des discussions stratégiques. L'OPLAN 8044 remplace le SIOP depuis mars 2003. Le plan le plus récent est l'OPLAN 8010 qui date de février 2008.
Le STRATCOM a effectué 16 mises à jour majeures du plan de guerre stratégique entre 1988 et février 2009 en réponse aux changements des menaces, des systèmes d'arme et des orientations politiques ou militaires. L'OPLAN 8010 est considéré comme le premier plan non SIOP, mais il contient encore des options de frappes nucléaires.

## Élaboration
Le SIOP est créé à partir d'un guide conceptuel élaboré par le président des États-Unis. Le guide est transformé par le secrétaire à la Défense en un Nuclear Weapons Employment Policy (NUWEP : en français : « Politique d'emploi des armes nucléaires ») fixant les objectifs de base, les listes de cibles et les contraintes opérationnelles. Le NUWEP est ensuite transmis au comité des chefs d’états-majors interarmes qui le transforme en Joint Strategic Capabilities Plan (JSCP : en français : « Plan des capacités stratégiques communes »). Le JSCP est ensuite converti par le STRATCOM en commandes, calendrier et répartition des armes qui composent le SIOP. Le processus complet prend plus de 18 mois. Sous la présidence Clinton, le SIOP retenait 4 options d'attaque principales, 65 options d'attaques limitées et de nombreuses options générales adaptables pour les menaces ne provenant ni de la Russie ni de la République populaire de Chine.
Les cibles d'attaques nucléaires sont listées dans la National Target Base (NTB), élaborée à partir d'une liste de renseignement comprenant plus de 150 000 sites à travers le monde. Le nombre de cibles listées au sein de la NTB a énormément varié au cours des années ; ainsi elles étaient près de 16 000 en 1985, de 12 500 après la chute de l'Union soviétique, elles sont passées à 2 500 en 1995, avant de remonter en date de 2008 à près de 3 000. En 2008, environ 75 % des cibles se situent en Russie, 1 100 étant des sites nucléaires.

### Participation du Royaume-Uni

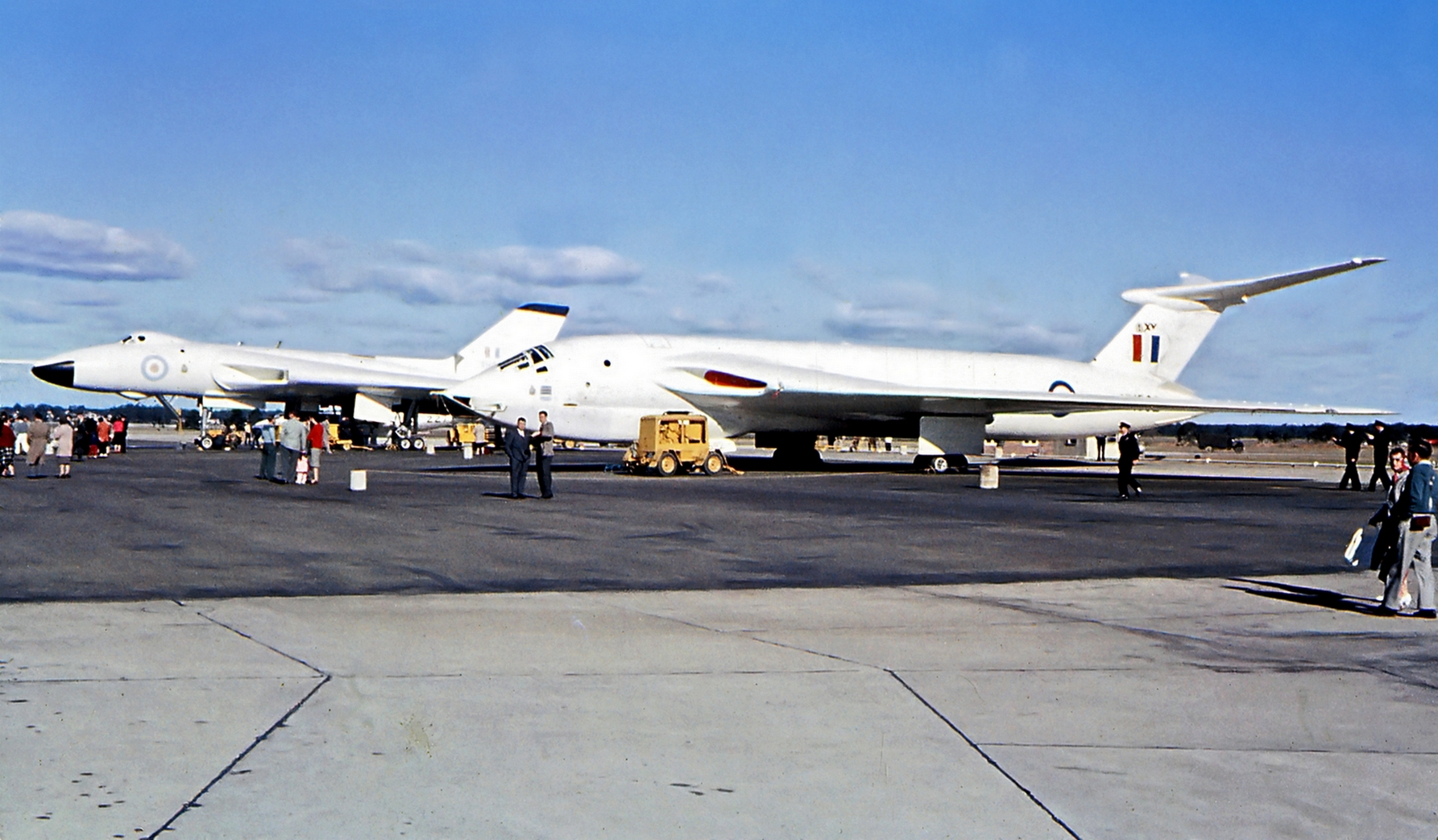
Avro Vulcan et Handley Page Victor du Bomber Command de la RAF en 1964 avec la livrée blanche anti flash nucléaire.

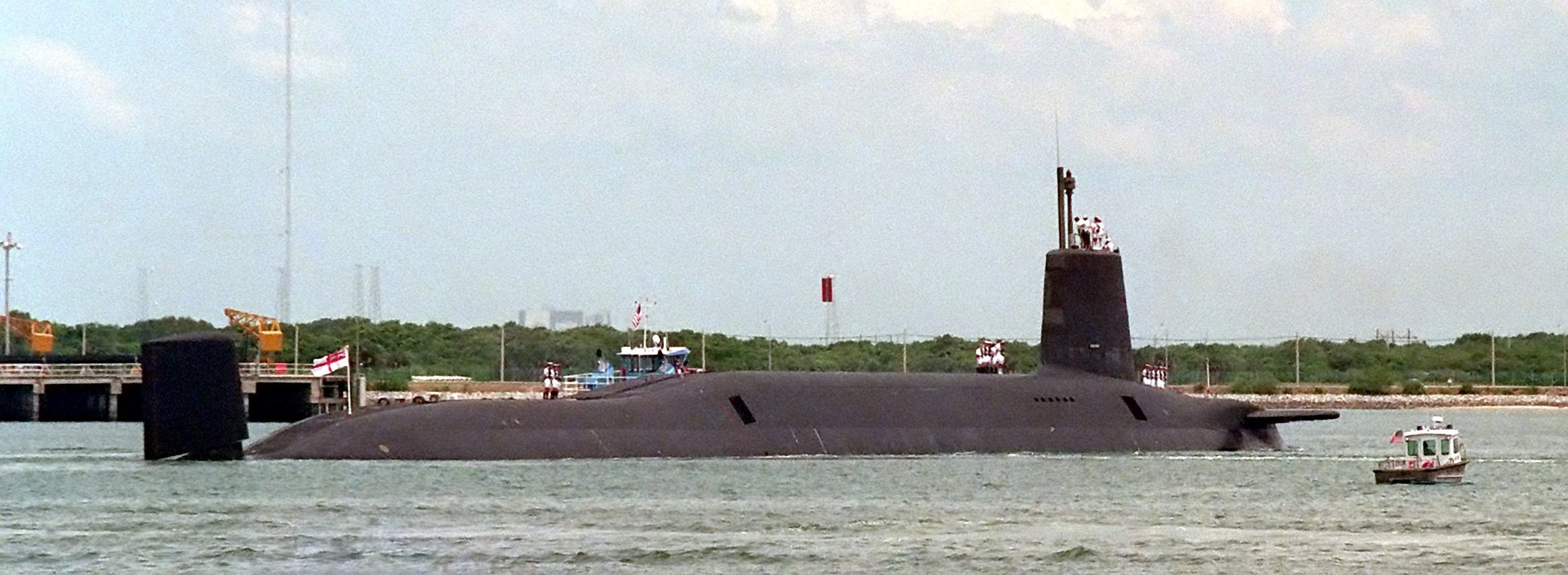
Sous-marin britannique en 1994.

Alors que la force de dissuasion nucléaire britannique, composée en 2015 de quatre sous-marins nucléaires lanceurs d'engins de classe Vanguard armés de missiles Trident, est strictement placée sous contrôle national, elle possède deux rôles distincts. Le premier est de constituer une partie des représailles face à une attaque visant le Royaume-Uni, que ce soit dans le cadre d'une attaque stratégique impliquant tous les SNLE de la Royal Navy, ou d'une attaque tactique limitée. Le second rôle est celui qui voit la Royal Navy participer au SIOP dans le cadre d'une réponse de l'OTAN face à une attaque nucléaire russe. Dans ce cas, les sous-marins américains et britanniques ne constitueraient plus qu'une seule force.
La contribution de la Royal Navy à la SIOP serait alors constituée de 4 sous-marins Vanguard pouvant emporter 16 missiles Trident chacun et ainsi attaquer au maximum 512 cibles (En théorie, avec capacité MIRV maximum, c'est-à-dire sans la limitation des ogives embarquées par les traités de limitation des armes stratégiques); cela représenterait alors 7 % de la capacité de frappe totale des États-Unis[Quand ?].
Dans les années 1950 et 1960, la « force V » du Royal Air Force Bomber Command était également assignée à participer au SIOP, les bombardiers britanniques Vulcan, Victor et Valiant seraient alors arrivés au-dessus de l'URSS avec ceux du Strategic Air Command.

## Histoire
Le SIOP, et ses successeurs, est surtout un plan intégré qui utilise à la fois les armes nucléaires de l'US Air Force et de l'US Navy. Il est « unique » dans le sens où il est issu d'un groupe de planification. Le plan contient en fait plusieurs options d'attaques, elles-mêmes des plans complexes.

### Les premiers ciblages après laSeconde Guerre mondiale

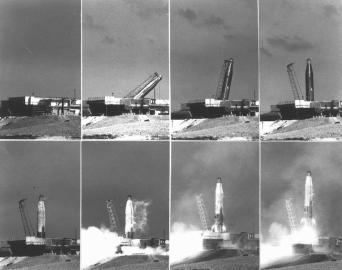
Érection et lancement d'un missile Atlas. Cette première génération de missiles à carburant liquide était vulnérable, car leur mise en œuvre était longue et devait être préparée hors d'un abri protégé.

Les premiers plans d'attaques nucléaires stratégiques furent développés dans l'immédiat après-guerre. Dans les années 1950, près de 5 500 cibles étaient recensées. Elles étaient principalement des sites industriels et militaires. Ces plans conçus d'abord par l'US Air Force, avaient tendance à utiliser tout l'armement disponible sans tenir compte des effets dans le cadre de la doctrine Dulles adoptée par l’OTAN en décembre 1954. À partir de 1957, conformément à une lettre de John H. Moore (premier directeur de la planification nucléaire, branche opérations aériennes de l'United States European Command), la méthodologie de planification des cibles de l'Air Force fait référence à la « zone de dommage par effets de souffle », avec des précisions telles que « dommages aux structures en béton » et des exigences telles que la « forte probabilité de détruire les pistes ». Il explique[Qui ?] les « effets destructeurs et perturbateurs des armes nucléaires » avec des rendements en mégatonnes : « les effets cumulés ou auxiliaires peuvent être aussi grands, voire plus importants, que les dommages primaires ». Plus précisément, il a pris[Qui ?] en considération les radiations secondaires, mais pas les effets thermiques. Cependant, il demande de tenir compte de ce qu'il appelait[Qui ?] « l'effet bonus », grâce auquel la totalité des effets permettait à des armes moins puissantes d'accomplir la « destruction désirée ». Dans cette lettre au chef de la Commission de l'énergie atomique, Lewis Strauss, Moore note que le Pentagone a rigoureusement supprimé cette étude et détruit toutes les copies.
Avant le développement du SIOP et du centre de commande et de contrôle résistant aux attaques, le président Dwight D. Eisenhower avait pré-délégué la délivrance[pas clair] de l'armement nucléaire à certains officiers généraux de haut rang. Ceci est devenu le Continuity of Nuclear Operations Plans (COOP : en français : « Plans de continuité des opérations nucléaires »), qui désignait suffisamment de subordonnés qui, au cas où la National Command Authority et ses successeurs immédiats seraient tués dans une attaque, pourraient encore diriger une riposte. Bien que les détails n'en aient jamais été dévoilés au public, la pré-délégation d'Eisenhower et un résumé de la Federation of American Scientists en donnent un cadre :

« Directive présidentielle 67 (PDD 67), datée du 21 octobre 1998, se rapportant au gouvernement constitutionnel immuable (ECG), à la continuité des opérations (COOP) et à la continuité du gouvernement (COG). Le but du gouvernement constitutionnel immuable, de la continuité du gouvernement et de la continuité des opérations est d'assurer la survie d'une forme de gouvernement constitutionnelle et la continuité des fonctions fédérales essentielles. La directive présidentielle 67 remplace la directive NSD 69 "Enduring Constitutional Government" de l'administration Bush datée du 2 juin 1992, qui à son tour succède à la NSD 37 "Enduring Constitutional Government" du 18 avril 1990 et à la NSDD 55 "Enduring National Leadership" du 14 septembre 1982. »

— Federation of American Scientists
L'utilisation d'armes nucléaires tactiques sur la ligne de front et en Europe de l’Est était planifiée pour faire face à la grande supériorité conventionnelle du Pacte du Varsovie. On estimait en effet que les frappes stratégiques sur le territoire soviétique ne commenceraient à entraver une offensive en Europe qu'après trente jours. Les plans prévoyaient, en 1957, 170 têtes nucléaires pour l'Europe et le Moyen-Orient, et l'on prévoyait en 1958 d'en porter le nombre à 1 700.

### Implication présidentielle et début de la direction politique civile
En 1958, George Kistiakowsky, un scientifique clé du Projet Manhattan et conseiller scientifique de l'administration Eisenhower, suggéra au président que la seule inspection des installations militaires étrangères n'était pas suffisante pour contrôler leurs armes nucléaires. Kistiakowsky, en particulier, s'inquiétait de la difficulté à vérifier le nombre, le type et le déploiement des missiles nucléaires embarqués sur sous-marins. Il proposa alors que la stratégie de contrôle des armes se focalise plus sur le désarmement que sur les inspections. Il était aussi préoccupé par le peu de temps disponible pour réagir après une alerte de lancement de missiles balistiques intercontinentaux par rapport au long temps disponible pour prendre une décision quand la menace venait exclusivement de bombardiers pilotés.
Eisenhower envoya Kistiakowsky au quartier-général du Strategic Air Command (SAC) sur la base aérienne d'Offutt au Nebraska, où il fut tout d'abord rabroué. Au même moment que le début du travail de contrôle des armes nucléaires, le chef d'état-major des armées, le général Nathan F. Twining envoya un mémorandum en août 1959 au secrétaire de la Défense, Neil McElroy, qui suggérait que le SAC se voit officiellement attribuer la responsabilité de préparer une liste de cibles en prévision d'attaque nucléaire et un plan unique pour les opérations nucléaires. Jusque-là, l'US Army, l'US Navy et l'US Air Force avaient chacune leurs propres cibles, ce qui faisait de cibles individuelles, des objectifs visés par plusieurs services. Les plans des différents services ne s'épaulaient pas mutuellement, par exemple la marine ne détruisait pas des installations de défense aérienne sur la route des bombardiers visant des objectifs plus profondément dans le territoire ennemi. Bien que Twining ait envoyé son mémorandum à McElroy, les membres de la commission paritaire des chefs d'état-major n'arrivaient pas à se mettre d'accord sur la politique à suivre au début des années 1960,. Thomas Gates, qui succéda à McElroy, demanda au président Eisenhower de décider de la politique à suivre.

### Le premier SIOP
Le premier plan, suivant les instructions dictées par la Maison-Blanche, fut développé en 1960. Il consistait en une liste d'objectifs et les moyens à utiliser contre ceux-ci. La plupart des détails de restent confidentiels, mais les mémos écrits sous le gouvernement de John F. Kennedy, au plus fort de la crise de Berlin en 1961, donnent une idée de l'ampleur des dégâts que cela provoquerait. Il comportait 3 729 cibles qui seraient frappées par 3 423 armes nucléaires. Les cibles étaient situées en Union soviétique, en Europe de l’Est, en Chine et en Corée du Nord. Environ 80% étaient des cibles militaires, le reste des civils. Parmi les "complexes urbains-industriels devant être détruits", 295 se trouvaient en Union soviétique et 78 en Chine.
Les estimations du nombre de dommages et de victimes du SIOP étaient prudentes. Elles étaient basées uniquement sur les effets de souffle et excluaient les dommages pouvant être causés par le rayonnement thermique, les incendies ou les retombées radioactives, ce qui était difficile à calculer. Dans les trois jours suivant une attaque initiale des États-Unis et du Royaume-Uni, le SIOP aurait tué environ 54% de la population de l'Union soviétique et environ 16% de la population chinoise, soit environ 220 millions de personnes. Des millions d'autres mourraient par la suite de brûlures et des conséquences de l'exposition aux radiations.
Ce premier SIOP a été largement révisé par une équipe de la RAND Corporation et devint le SIOP-62, qui consistait en une attaque massive incluant l'ensemble de l'arsenal nucléaire américain, 3 200 têtes, contre l'Union soviétique, les pays alignés sur celle-ci et la République populaire de Chine. En 1963, l'administration Kennedy ordonna à Robert McNamara, l'un des auteurs de la doctrine MacNamara de riposte gradué, de réviser ce plan, devenant ainsi le SIOP-63 - une stratégie d'attaque massive des forces ennemis avec un grand nombre d'options. C'est avec le SIOP-63 que la politique d'attaque des forces ennemies devint implicite.
Cette approche de riposte comprenait trois missions, parfois appelées Alpha, Bravo et Romeo, d'après l'alphabet phonétique, en fonction des différents buts. Les plans permettaient de combiner plusieurs options :
- Alpha : neutraliser les capacités de l'ennemi à lancer une attaque nucléaire ;
- Bravo : diminuer les capacités de l'ennemi à produire du matériel pour continuer les opérations militaires ;
- Roméo : retarder les forces ennemies se déplaçant vers les territoires alliés, principalement en Europe de l'Ouest.

Ce premier SIOP offrait cependant peu de flexibilité et considérait tous les pays communistes comme un bloc uniforme. Le document JCS 2056/220 exprimait les préoccupations du commandant de l'US Marine Corps, David Shoup, pour qui le projet de 1961 était incompatible avec les directives du Conseil de sécurité nationale de 1959 et approuvé par Eisenhower. Shoup était particulièrement préoccupé par le langage employé dans l'avant-projet du SIOP et disait

« Les États-Unis devraient utiliser toutes les forces nécessaires contre les cibles en URSS - et si nécessaire en Chine communiste, dans les pays du bloc communiste en Europe ou non - pour atteindre ces objectifs. Les cibles militaires situées dans les pays du bloc communiste autres que l'URSS et la Chine seront attaquées si nécessaire. »

Les commentaires de la National Security Archive rapportent que le commandant des Marines, David Shoup, demanda au commandant de l'US Air Force/Strategic Air Command, Thomas Power, «… ce qui arriverait si Pékin ne combattait pas ; y avait-il une option qui laissait les cibles chinoises en dehors du plan d'attaque ? ». Power aurait répondu qu'il espérait que personne ne pensait ça, « car ça bousillerait vraiment le plan » - ce qui laisse supposer que le plan serait exécuté dans sa totalité. Apparemment, Shoup aurait ensuite observé que « un plan qui tue des millions de Chinois quand ce n'est pas leur guerre n'est pas un bon plan. Ce n'est pas la façon de faire américaine. »
| Projection d'une attaque américaine de suppression de la défense antimissile soviétique en 1968* | Projection d'une attaque américaine de suppression de la défense antimissile soviétique en 1968* | Projection d'une attaque américaine de suppression de la défense antimissile soviétique en 1968* | Projection d'une attaque américaine de suppression de la défense antimissile soviétique en 1968* | Projection d'une attaque américaine de suppression de la défense antimissile soviétique en 1968* | Projection d'une attaque américaine de suppression de la défense antimissile soviétique en 1968* | Projection d'une attaque américaine de suppression de la défense antimissile soviétique en 1968* |
| Cible | Arme                                                                                             | Arme                                                                                             | Ogive                                                                                            | Ogive                                                                                            | Total                                                                                            | Total                                                                                            |
| --- | ------------------------------------------------------------------------------------------------ | ------------------------------------------------------------------------------------------------ | ------------------------------------------------------------------------------------------------ | ------------------------------------------------------------------------------------------------ | ------------------------------------------------------------------------------------------------ | ------------------------------------------------------------------------------------------------ |
| | Type                                                                                             | Nombre                                                                                           | Type                                                                                             | Puissance (kt)                                                                                   | Ogive                                                                                            | Puissance (kt)                                                                                   |
| Système de Moscou |                                                                                                  |                                                                                                  |                                                                                                  |                                                                                                  |                                                                                                  |                                                                                                  |
| Radar Dunay | Polaris A3                                                                                       | 2                                                                                                | W58                                                                                              | 200                                                                                              | 6                                                                                                | 1 200                                                                                            |
| 8 complexes de lancement d'ABM | Minuteman I/II                                                                                   | 64                                                                                               | W56                                                                                              | 1 000                                                                                            | 64                                                                                               | 64 000                                                                                           |
| Sous-total |                                                                                                  | 66                                                                                               |                                                                                                  |                                                                                                  | 70                                                                                               | 65 200                                                                                           |
| Système de Tallin |                                                                                                  |                                                                                                  |                                                                                                  |                                                                                                  |                                                                                                  |                                                                                                  |
| Complexe de lancement de Tallin | Minuteman I/II                                                                                   | 8                                                                                                | W56                                                                                              | 1 000                                                                                            | 8                                                                                                | 8 000                                                                                            |
| Complexe de lancement de Liepaja | Minuteman I/II                                                                                   | 8                                                                                                | W56                                                                                              | 1 000                                                                                            | 8                                                                                                | 8 000                                                                                            |
| Complexe de lancement de Tcherepovets | Minuteman I/II                                                                                   | 8                                                                                                | W56                                                                                              | 1 000                                                                                            | 8                                                                                                | 8 000                                                                                            |
| Complexes de lancement de Leningrad | Minuteman I/II                                                                                   | 24                                                                                               | W56                                                                                              | 1 000                                                                                            | 24                                                                                               | 24 000                                                                                           |
| Sous-total |                                                                                                  | 48                                                                                               |                                                                                                  |                                                                                                  | 48                                                                                               | 48 000                                                                                           |
| Radars d'alerte précoce** |                                                                                                  |                                                                                                  |                                                                                                  |                                                                                                  |                                                                                                  |                                                                                                  |
| Radar Dnestr (Skrunda-1) | Polaris A3                                                                                       | 2                                                                                                | W58                                                                                              | 200                                                                                              | 6                                                                                                | 1 200                                                                                            |
| Radar Dnestr (Olenegorsk) | Polaris A3                                                                                       | 2                                                                                                | W58                                                                                              | 200                                                                                              | 6                                                                                                | 1 200                                                                                            |
| Sous-total |                                                                                                  | 4                                                                                                |                                                                                                  |                                                                                                  | 12                                                                                               | 2 400                                                                                            |
| Total |                                                                                                  | 118                                                                                              |                                                                                                  |                                                                                                  | 130                                                                                              | 115 600                                                                                          |
| Projection d'une attaque américaine de suppression de la défense antimissile soviétique en 1989*** |                                                                                                  |                                                                                                  |                                                                                                  |                                                                                                  |                                                                                                  |                                                                                                  |
| Cible | Arme                                                                                             | Arme                                                                                             | Ogive                                                                                            | Ogive                                                                                            | Total                                                                                            | Total                                                                                            |
| | Type                                                                                             | Nombre                                                                                           | Type                                                                                             | Puissance (kt)                                                                                   | Ogive                                                                                            | Puissance (kt)                                                                                   |
| Système de Moscou |                                                                                                  |                                                                                                  |                                                                                                  |                                                                                                  |                                                                                                  |                                                                                                  |
| Radar Cat House | Trident I C4                                                                                     | 1                                                                                                | W76                                                                                              | 100                                                                                              | 2                                                                                                | 200                                                                                              |
| Radar Dog House | Trident I C4                                                                                     | 1                                                                                                | W76                                                                                              | 100                                                                                              | 2                                                                                                | 200                                                                                              |
| 4 complexes de lancement Gorgon | Minuteman III                                                                                    | 32                                                                                               | W78                                                                                              | 335                                                                                              | 64                                                                                               | 21 440                                                                                           |
| 4 complexes de lancement Gazelle | Minuteman III                                                                                    | 68                                                                                               | W78                                                                                              | 335                                                                                              | 136                                                                                              | 45 560                                                                                           |
| Sous-total |                                                                                                  | 102                                                                                              |                                                                                                  |                                                                                                  | 204                                                                                              | 67 400                                                                                           |
| Radars d'alerte précoce |                                                                                                  |                                                                                                  |                                                                                                  |                                                                                                  |                                                                                                  |                                                                                                  |
| Radar Dnestr (code OTAN : Hen House) (Olenegorsk) | Trident IC4                                                                                      | 1                                                                                                | W76                                                                                              | 100                                                                                              | 2                                                                                                | 200                                                                                              |
| Radar Daryal (Skrunda-1) | Polaris A3                                                                                       | 1                                                                                                | W76                                                                                              | 100                                                                                              | 2                                                                                                | 200                                                                                              |
| Radar Daryal (Baranavitchy) | Polaris A3                                                                                       | 1                                                                                                | W76                                                                                              | 100                                                                                              | 2                                                                                                | 200                                                                                              |
| Sous-total |                                                                                                  | 3                                                                                                |                                                                                                  |                                                                                                  | 6                                                                                                | 600                                                                                              |
| Total |                                                                                                  | 105                                                                                              |                                                                                                  |                                                                                                  | 210                                                                                              | 68 000                                                                                           |
| *Source : History of U.S. Strategic Air Command January-Juin 1968, février 1969, p. 300 **Deux autres radars sont installés près de la Chine et ne peuvent détecter des lancements de missiles par-dessus l’Arctique ***The Protection Paradox, mars/avril 2004, Hans M. Kristensen, Matthew G. McKinzie, Robert S. Norris |                                                                                                  |                                                                                                  |                                                                                                  |                                                                                                  |                                                                                                  |                                                                                                  |

### De la riposte massive à la riposte graduée
L'attaque préventive des cibles militaires ennemies dominait les SIOP jusqu'au SIOP-5 de 1976, quand le plan devint un modèle pour la dissuasion basée sur la directive NSDM-242 de Richard Nixon (parfois appelée la « doctrine Schlessinger » d'après le secrétaire à la Défense James R. Schlesinger).
La liste, toujours croissante, des cibles fut scindée par la National Strategic Targeting and Attack Policy (NSTAP – Politique nationale d’attaque et de ciblage stratégique) en plusieurs classes, avec un large éventail de plans faisant correspondre les attaques avec les intentions politiques passant d'une politique d'attaque des installations militaires (voir (en) Counterforce) à une politique d'attaque des villes (voir (en) Countervalue), ou mélange des deux visant à refuser la stratégie d'escalade et cherché à épargner, ou du moins minimiser, les victimes civiles de certaines des attaques en évitant les centres urbains et mettant l’accent sur les capacités nucléaires de l’adversaire. Schlesinger décrivit la doctrine comme ayant trois aspects principaux :
1. La National Command Autority ou ses successeurs devrait avoir plusieurs choix concernant l'utilisation des armes, pour avoir toujours une option pour contrôler l'escalade
2. Le ciblage devrait être très précis, la première condition est une riposte mesurée contre les installations militaires
3. Certaines cibles et classes de cibles ne devraient pas être attaquées, au moins dans un premier temps, pour donner à l'ennemi une raison rationnelle de mettre fin au conflit. Réduire les dommages collatéraux était un autre avantage de cette méthode du « refus ».

Le NSTAP établit trois tâches essentielles, dont la principale est la destruction des cibles de menace nucléaire :
- ALPHA : détruire les capacités stratégiques nucléaires soviétiques et chinoises situées en dehors des zones urbaines. Cette tâche comprenait la destruction des centres de contrôle militaire et politique de haut niveau chinois et soviétique.
- BRAVO : détruire les capacités militaires conventionnelles soviétiques et chinoises (y compris les casernes, terrains d’aviation tactique, et ainsi de suite), situées hors des zones urbaines.
- CHARLIE : détruire les capacités nucléaires soviétiques et chinoises situées dans des zones urbaines, ainsi que 70 % des industries du secteur urbain.

Cinq options d’attaque contre l’Union soviétique et d’autres pays communistes était disponibles :
- Une attaque préventive contre les catégories de cibles ALPHA. En 1971, cette frappe nécessitait 3 200 bombes et ogives (y compris les MIRV) pour détruire 1 700 installations.
- Une attaque préventive contre les catégories de cibles ALPHA et BRAVO. En 1971, cette frappe nécessitait 3 500 armes programmées pour détruire 2 200 installations.
- Une attaque préventive contre les catégories de cibles ALPHA, BRAVO et CHARLIE. En 1971, cela aurait impliqué 4 200 armes programmées pour détruire 6 500 installations (car certaines étaient adjacentes ou «co-localisés»).
- Une frappe de représailles contre les catégories de cibles ALPHA, BRAVO et CHARLIE ; en 1971, il fallait pour cela quelque 4 000 armes pour 6 400 installations.
- Une frappe de représailles contre les catégories de cibles ALPHA et BRAVO. En 1971, cette option nécessitait 3 200 armes pour détruire 2 100 installations[16].

La politique du SIOP fut plus tard modifiée sous la présidence Carter avec la directive présidentielle 59, une section clé de celle-ci établit que :

« [l]'emploi des forces nucléaires doit en réalité être lié aux opérations de nos forces conventionnelles. Nos doctrines pour l'utilisation des forces dans un conflit nucléaire doit assurer que nous puissions poursuivre des objectifs précis choisis par la National Command Authorities à ce moment-là, à partir des directives générales établies à l'avance. (S), »

« Ces exigences constituent les grandes lignes l'évolution de notre stratégie de riposte. Pour répondre à ces exigences, des améliorations devraient être apportées à nos forces, leur C3 et leurs renseignements (C3I), et leur planning d'emploi ainsi que des appareils, afin d'atteindre un haut de degré de flexibilité, de survie et des performances adéquates pour faire face aux actions de l'ennemi. Les principes et objectifs suivants devraient guider vos efforts pour effectuer de ces améliorations. (S) »

En d'autres termes, la PD59 expose une doctrine de la guerre qui suggère que les plans nucléaires peuvent changer durant une guerre, et que les armes nucléaires devaient être utilisées en combinaison avec des armes conventionnelles. Le secrétaire de la Défense sous Carter, Harold Brown, a mis en avant la riposte graduée, mais a aussi explicitement menacé l'Union soviétique. Des améliorations majeures du système de commandement, de contrôle, de communication et de renseignement (C3I), incluant la fabrication d'éléments pouvant survivre à une guerre nucléaire, furent effectuées pour rendre la PD59 possible.

### Le retour de la riposte massive avec la défense stratégique
Durant l'administration Reagan, il y a eu un retour à la stratégie de riposte massive au travers de la directive NSDD-13. Celle-ci incluait le développement de systèmes d'armes stratégiques plus précis et/ou pouvant résister à une guerre nucléaire. Certains de ceux-ci ont eu un rôle de monnaie d'échange dans les négociations sur le contrôle des armements, mais d'autres, tel le bombardier furtif B-2 Spirit, sont restés à un haut niveau de secret pour causer une éventuelle surprise en cas de guerre. Le B-2 était aussi vu comme une riposte au déploiement par les Soviétiques de missiles mobiles que seul un appareil piloté pouvait trouver et détruire.
En 1983, le président Reagan, lors d'un discours, proposa d'étudier et de développer des systèmes de défense conventionnels contre les missiles nucléaires. Cette initiative de défense stratégique sera popularisée sous le nom de « guerre des étoiles ». L'idée de défense stratégique efficace était basée sur une potentielle perturbation de l'équilibre existant face à une destruction mutuelle assurée, malgré les perfectionnements de l'armement.
Pour détruire la région de Moscou, cible prioritaire entre toutes, le plan de frappe en 1989 comprend environ 400 ogives nucléaires. La destruction de la défense antimissile de la capitale russe était prévue au moyen de 105 missiles (100 Minutemen III et 5 Trident I) embarquant 210 ogives d'une puissance totale de 68 mégatonnes
.

### Nouveau nom et réorientation
Le 1er mars 2003, le SIOP fut renommé OPLAN 8022 et plus tard CONPLAN 8022. Il devait être déployé en juillet 2004, mais son annulation fut annoncée en juillet 2007. Il a peut-être été remplacé par un CONPLAN 8044 étendu.
Une autre partie des plans d'attaque globale inclut une option nucléaire conjointe et coordonnée destinée à d'autres situations que la guerre nucléaire généralisée, principalement avec la Russie mais aussi peut-être avec la Chine, cette option était évoquée dans l'OPLAN 8022. Les plans d'attaque globale sont codifiés dans le CONPLAN 8044.
En 2009, le commandant du STRATCOM, le général Kevin Chilton, a déclaré que la dernière mouture du document décrit un plan de « dissuasion nucléaire mondiale »,.

## Exécution

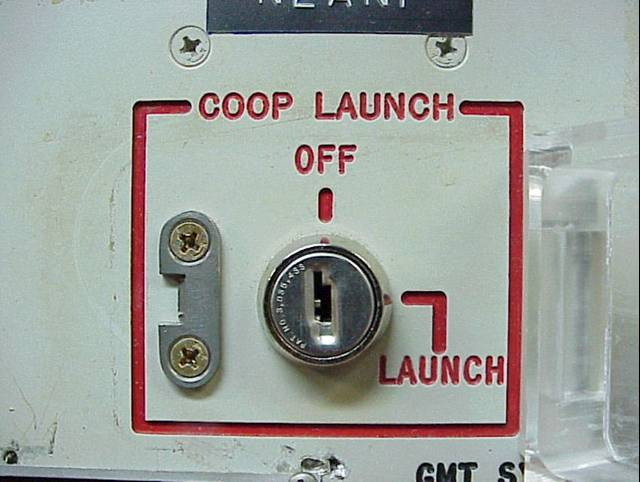
Serrure servant à déclencher le lancement d'un silo de missile Minuteman III. Deux clés doivent être utilisées, mais les deux serrures sont trop éloignées l'une de l'autre pour être activées par un seul homme.

Aux États-Unis, la décision d'utiliser les armes nucléaires est dévolue à la National Command Authority (NCA), composée du président des États-Unis et du secrétaire à la Défense des États-Unis ou à leurs successeurs. Le président seul ne peut pas ordonner une attaque nucléaire. L'ordre d'utilisation, la communication de l'ordre et la délivrance des armes nucléaires sont toujours effectués par deux personnes.
Tous les personnels militaires qui participent au chargement, à l'armement ou au tir du missile, ainsi que celles chargées de transmettre les ordres de lancement sont soumis au programme de fiabilité du personnel.
Si la NCA décide que les États-Unis doivent lancer des armes nucléaires, il ordonnera au Chef d'état-major des armées des États-Unis (CJCS) de le faire. Au niveau NCA/JCS, les ordres seront d'exécuter des options d'attaques du SIOP, divisées en « Options d'attaque majeure » (MAOs), « Options d'attaque sélective » (SAOs) et « Options d'attaque limitée » (LAOs). Certains pays ou régions peuvent, suivant les circonstances, être inclus ou exclus de l'attaque nucléaire. À son tour, le CJCS ordonnera à l'officier général concerné et à un autre en service au National Military Command Center (NMCC) au Pentagone de lancer un message d'action d'urgence (EAM) à toutes les forces armées ; un autre officier validera cet ordre. En outre, le message sera envoyé à l'Alternate National Military Command Center (ANMCC) situé dans la Raven Rock Mountain (Pennsylvanie) et aussi au poste de commandement aéroporté, soit le National Airborne Operations Center (NAOC) présidentiel ou, de 1968 à 2000, du Boeing EC-135 et depuis cette date, le E-6 TACAMO militaire. Ainsi, si le NMCC est détruit par la première attaque, l'ANMCC, le NAOC ou le TACAMO peuvent exécuter le SIOP.

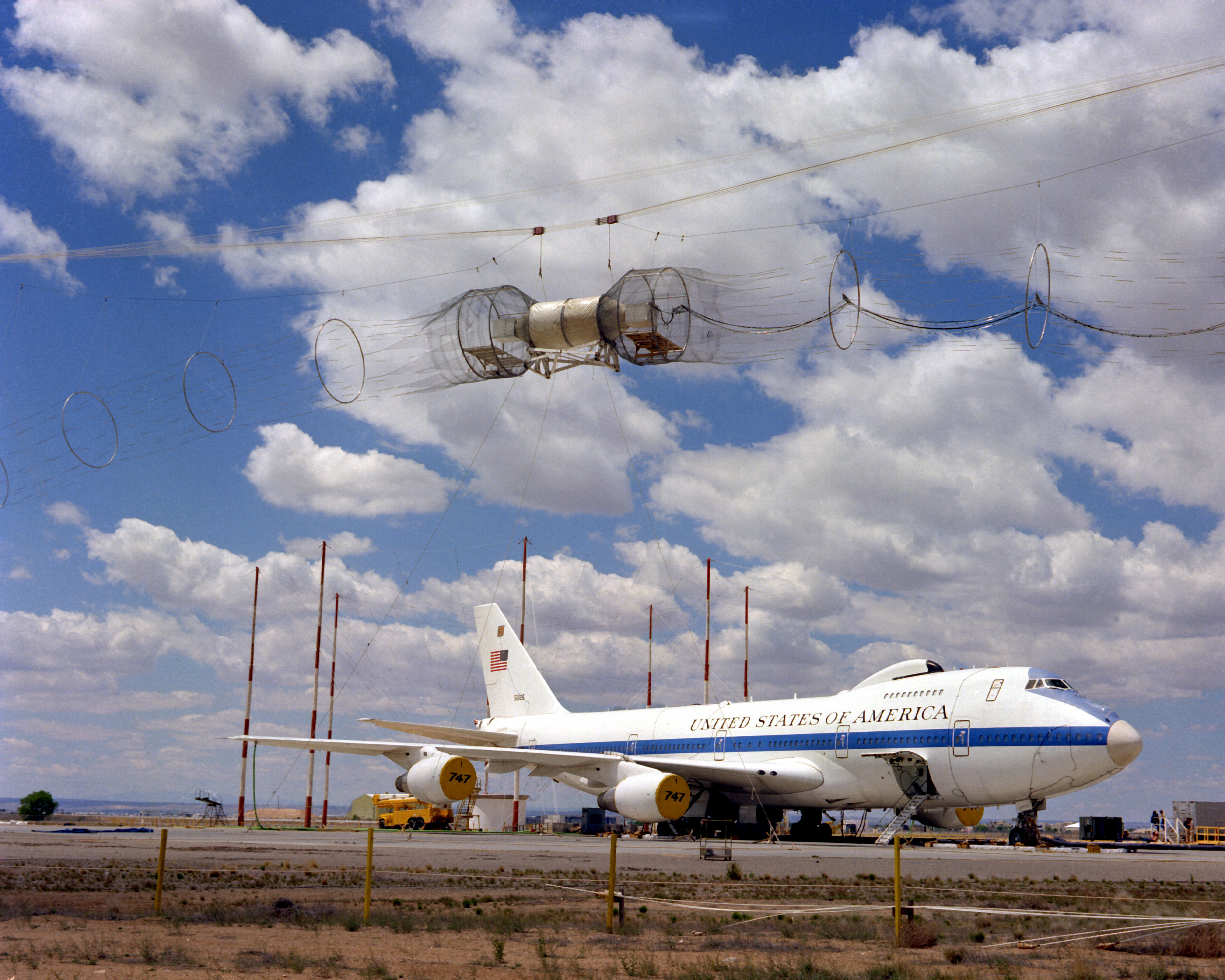
L'un des quatre Boeing E-4 jouant le rôle de National Airborne Operations Center.

Alors que l'ordre descend la chaîne de commandement, toujours soumise à la règle des deux hommes, le quartier général intermédiaire et, éventuellement les plates-formes chargées de délivrer les armes nucléaires mêmes, recevront les messages d'action d'urgence pour armer ou lancer les missiles. Pour les armes les plus modernes, l'EAM inclura aussi les codes de dispositif de sécurité et d'armement (PAL).
Au minimum, un code PAL armera le missile pour le lancement. Le circuit contrôlant le dispositif de sécurité et d'armement est délibérément placé à l'intérieur de la tête nucléaire de telle façon qu'il ne puisse pas être atteint sans démonter l'arme, à tel point qu'il doive être remonté dans une usine. Il peut y avoir des codes PAL séparés pour l'armement et le lancement. Certaines armes possèdent une fonction permettant de régler la puissance de l'arme. La plupart des armes ont un second circuit d'armement pour le cas où un code valide serait entré afin que la charge ne s'arme pas avant d'avoir été lancé. Par exemple, les premières étapes du processus final d'armement pour un missile balistique dépendent des caractéristiques physiques, tels que l'accélération au lancement, la phase de gravité zéro et différents aspects physiques lors de la rentrée hypersonique dans l'atmosphère. Une bombe lâchée depuis un avion détectera l'altitude de largage et la diminution de celle-ci au cours de sa chute.

## Effets des différentes options d'attaque
Le stock d'armes nucléaires des États-Unis est estimé en 2008 à moins de 5 500 têtes individuelles et doit être d'au maximum de 2 200 ogives opérationnelles en 2012. On estime en février 2013 l'arsenal américain à un grand total de 4 650 ogives.
Une forte riposte sur des sites militaires utilisant plus de 1 500 têtes provoquerait, d'après les estimations, environ 120 millions de victimes ; une riposte limitée visant des objectifs civils et utilisant 200 têtes nucléaires provoquerait, toujours d'après les estimations, près de 50 millions de victimes.

### Effets de souffle

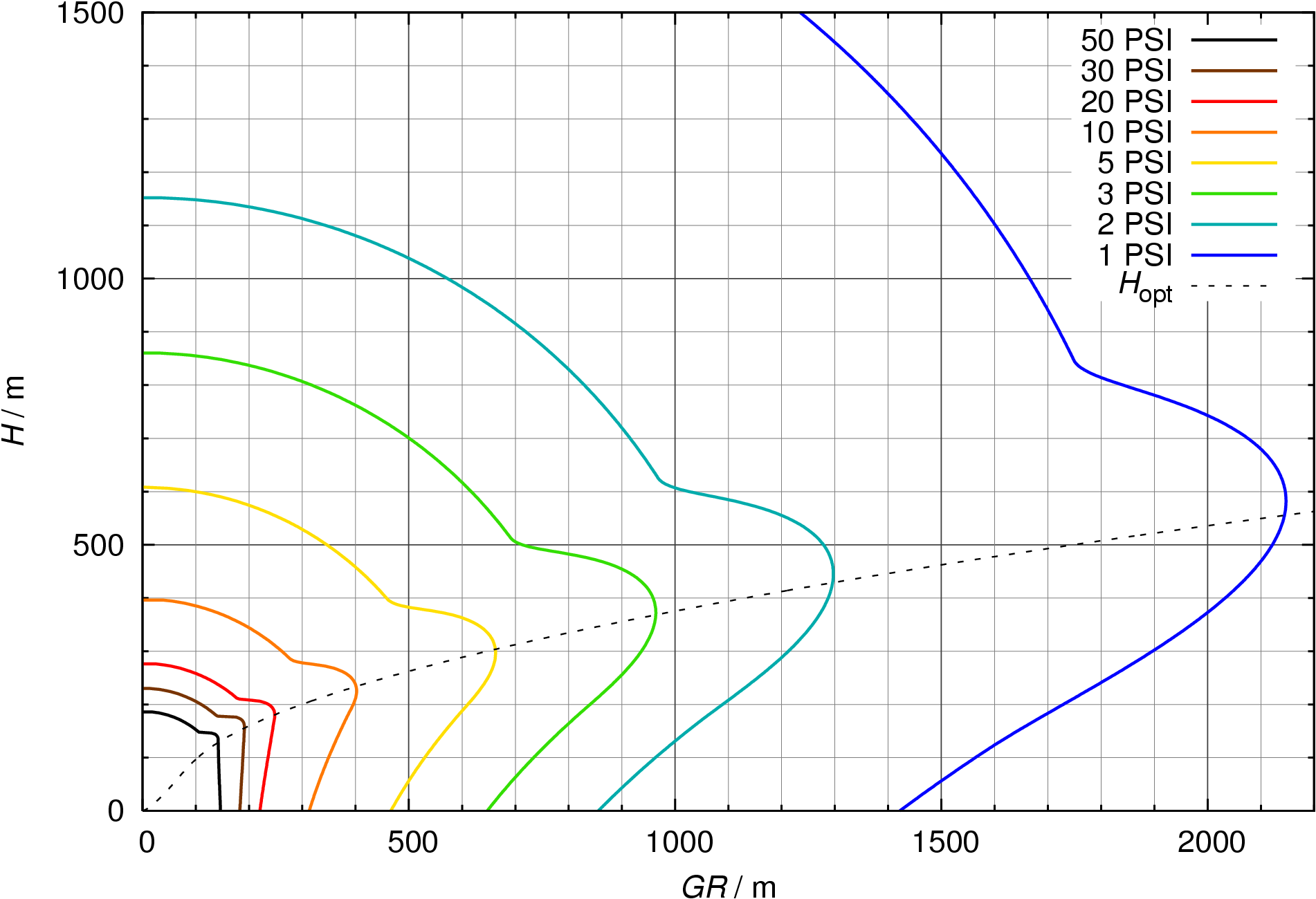
Courbes de surpression correspondant à l'explosion d'une bombe d'un kilotonne en fonction de la distance et de l'altitude de l'explosion

Ces estimations sont controversées et peuvent être sous-estimées. Ignorant les hypothétiques effets à long terme d'un hiver nucléaire, beaucoup d'estimations du nombre de victimes sont basées seulement sur l'effet de souffle. Il est fortement dépendant de l'altitude de l'explosion, de la puissance de l'arme et de la topographie de la zone ciblée. Contrairement à ce qui est constaté avec les explosifs conventionnels, la surpression causée par l'explosion n'est pas simplement une relation inverse du cube ; à la place, l'air surchauffé produit deux configurations possibles de surpression à partir d'une arme d'une certaine puissance en fonction de l'altitude de détonation et de l'effet Mach. De façon générale, exploiter l'effet Mach permet de concentrer une très haute pression sur une petite zone, ce qui peut être nécessaire pour détruire des cibles renforcées comme des silos à missiles ou un poste de commandement, à l'opposé une surpression inférieure peut être utilisée pour traiter une large zone constituée notamment de bâtiments civils ou de structures militaires.
La géographie et le terrain sont des facteurs importants. Ainsi la ville de Nagasaki, qui se trouve dans une vallée, a vu certaines zones protégées par les collines, tandis qu'à Hiroshima, la zone ciblée était plate et par conséquent l'effet de souffle fut le même dans toutes les directions autour du Point zéro.

### Effets immédiats du rayonnement ionisant
Pour les cibles stratégiques, les radiations émises par l'explosion causeraient relativement peu de victimes. En effet, la plupart des personnes placées dans la zone de radiation se trouveraient aussi dans le champ de l'effet de souffle ou de l'effet thermique. Bien que la température et le rayonnement ionisant diminuent suivant une loi inverse au carré, une grande partie de celui-ci est aussi atténuée par l'air.

### Effets électromagnétiques
Les explosions nucléaires produisent aussi des impulsions électromagnétiques (IEM) d'intensité variable susceptibles d'endommager les équipements électroniques. La puissance effective, la couverture et la fréquence de l'impulsion sont dépendantes du rendement de l'arme et de l'altitude de l'explosion.
Alors que les documents de planification et d'ingénierie américains spécifient les moyens de protections contre les IEM, des documents publics[Lesquels ?] suggèrent des armes ciblées par le SIOP conçues principalement pour produire des IEM.

### Effets retardés des radiations
Les radiations retardées et continues proviennent de la retombée des produits de l'explosion. En général, plus haute est l'altitude d'explosion, moins il y a de retombées ; a contrario, plus la surface de matériaux en contact avec la boule de feu est grande, plus il y a de retombées.

### Effets thermiques

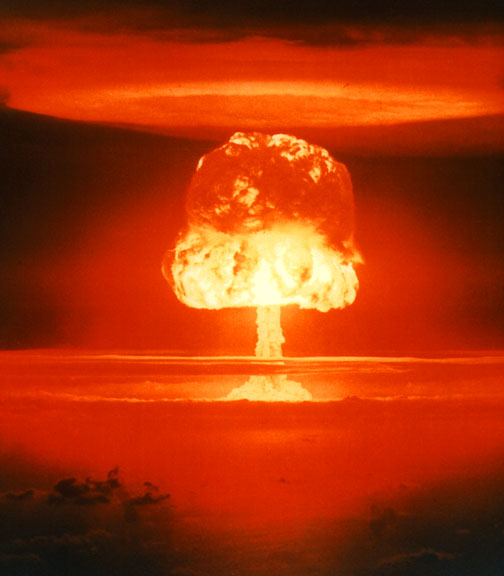
Champignon nucléaire du test « Castle Romeo ».

Le nombre de victimes estimées au début de la section ne prend pas en considération la survenue possible dans les agglomérations d'immenses tempêtes de flammes, tuant de façon quasi certaine tous les survivants dans la zone où elles se développeraient.
Une analyse de Lynn Eden, historien de l'Université Stanford, utilise l'exemple d'une bombe de 300 kilotonnes explosant à 1 500 pieds (460 m) au-dessus du Pentagone par temps clair. Le souffle détruirait le bâtiment, qui n'est pas renforcé, et les immeubles environnants. Selon Eden, une zone encore plus grande serait incendiée par l'énorme quantité de chaleur dégagée par la bombe : « En dix minutes, la zone entière, approximativement 103 à 167 km2 (c'est-à-dire un rayon de 5,6 à 10,2 km autour du Pentagone), serait au centre d'un immense incendie » ce qui « éteindrait toutes les formes de vie et détruirait presque tout. »
L'effet thermique étant dû aux radiations infrarouges se propageant en ligne droite, les nuages, la pluie peuvent atténuer ces effets, mais ceci n'a pas été évalué dans la littérature publique. Par temps clair, l'énergie thermique décroît selon une loi en carré inverse et n'est pas significativement affectée par l'air sec.
Le problème peut être rendu encore plus complexe si une zone cible est touchée par plusieurs armes visant différents points. Par exemple, lors d'une attaque visant Moscou, le Kremlin et le quartier général du commandement des opérations spéciales de l'armée de l'air russe pourraient être visés séparément et les incendies centrés sur chaque cible pourraient se rejoindre.

## Dans la culture populaire
- Dans le roman de Dale Brown, Plan of Attack, il est dit que Patrick McLanahan est l'une des personnes les plus importantes de l'armée américaine en raison de son implication dans des projets confidentiels et de sa connaissance du SIOP. Cependant, en raison de l'implication de McLanahan dans des actions militaires controversées et classées à un haut niveau de secret, le président Thorne ignore largement le fait et l'avertissement d'une attaque russe imminente jusqu'à ce que ceux-ci lancent réellement une attaque sur les États-Unis.
- Dans le roman d'Eric L. Harry, Le 10 juin 1999, le président des États-Unis décide d'exécuter le SIOP-6-C, une attaque massive contre les forces militaires russes, après qu'un général russe ait pris le contrôle des codes nucléaires et lancé une attaque massive contre les États-Unis. Dans le livre, le SIOP-6-C utilise 600 ogives nucléaires, dont certaines sont gardées en réserve.
- Dans le roman de William Prochnau, Trinity's Child ((fr) Les Minutes de l'heure H), une attaque nucléaire soviétique entraîne des représailles de la part des États-Unis. Il est question de la SIOP entre le président américain et le commandant militaire, nom de code « Alice », à bord de l'avion du SAC Looking Glass qui conseille le président, nouvellement désigné à bord d'Air Force One, et son principal conseiller militaire. Après la destruction de villes des deux côtés, Alice et le président se battent à bord d'Air Force One pour le contrôle des missiles de la flotte sous-marine américaine. L'enjeu, c'est d'éviter que le lancement des missiles Trident, et la riposte soviétique qui s'ensuivrait, portent le nombre de victimes à plusieurs milliards.
- Dans What if ? of American History (édité par Robert Cowley), un essai (The Cuban Missle Crisis; Second Holocaust, de Robert L. O'Connell) décrit un scénario où la crise des missiles de Cuba mène, via des erreurs de calcul, l'incompétence et une gâchette facile des deux côtés, à une guerre thermonucléaire de deux jours avec des résultats terribles en termes de victimes des deux côtés et d'effets à long terme sur le monde.

### Citations originales
1. ↑  (en) « a global deterrence plan »